# 布莱斯河
布萊斯河（法語：Blaise，法語發音：[blɛz]）是法國的河流，位於該國東北部，屬於马恩河的左支流，河道全長85.7公里，流域面積480平方公里，流經上马恩省和马恩省，河口處在阿里尼。

## 外部連結
- http://www.geoportail.fr （页面存档备份，存于）
- The Blaise at the Sandre database